# In Their Darkened Shrines
In Their Darkened Shrines è il terzo album in studio del gruppo brutal death metal Nile. In questo album la componente tecnica e atmosferica è ancora maggiore a quella dei precedenti. Viene definito da molti fan come il loro migliore lavoro, con un'ottima fusione tra la brutalità del death metal e le opprimenti atmosfere egizie. Da segnalare la mini-suite "Unas Slayer Of The Gods" (dedicata al faraone Unis della V dinastia, dedito al cannibalismo), di quasi 12 minuti di durata e la title track, divisa in quattro parti e ritenuta il capolavoro del band.

## Tracce
1. The Blessed Dead – 4:53
2. Execration Text – 2:46
3. Sarcophagus – 5:09
4. Kheftiu Asar Butchiu – 3:52
5. Unas Slayer of the Gods – 11:43
6. Churning the Maelstrom – 3:07
7. I Whisper in the Ear of the Dead – 5:10
8. Wind of Horus – 3:47
9. In Their Darkened Shrines I: Hall of Saurian Entombment – 5:09
10. In Their Darkened Shrines II: Invocation to Seditious Heresy – 3:51
11. In Their Darkened Shrines III: Destruction of the Temple of the Enemies of Ra – 3:11
12. In Their Darkened Shrines IV: Ruins – 6:01

## Formazione
- Karl Sanders – voce, chitarra, basso
- Dallas Toler-Wade – voce, chitarra, basso
- Tony Laureano – voce, batteria, percussioni
- Jon Vesano – voce addizionale
- Mike Breazeale – voce addizionale